# Фурсенко, Александр Васильевич
Александр Васильевич Фурсенко (18 января 1903, Симферополь — 30 сентября 1975, Новосибирск) — белорусский советский палеонтолог. Член-корреспондент Академии наук БССР (1950), доктор геолого-минералогических наук (1963), профессор (1937).

## Биография
Родился в 1903 году в Симферополе в семье учителя. Его отец, Василий Васильевич (1878—1942), окончил исторический факультет Петербургского Университета и после революции преподавал в высших учебных заведениях Ленинграда. В 1942 году он умер от истощения в осажденном Ленинграде. Мать, Маргарита Михайловна Загарская (1879—1950), была дочерью врача М. А. Загарского, который был женат на сестре известной революционерки С. Л. Перовской.
Выпускник школы Карла Мая в Петербурге (1919). Окончил Ленинградский университет (1924). В 1930—1941 и 1944—1951 годах старший научный сотрудник, начальник сектора, лаборатории Всесоюзного геологоразведочного института, одновременно с 1926 года на преподавательской работе в Ленинградском педагогическом институте и университете. Доктор геолого-минералогических наук. С 1951 года заведующий лабораторией Института геологических наук АН БССР, одновременно профессор, заведующий кафедрой Белорусского государственного университета. Вёл курсы «Палеонтология», «Историческая геология», «Геология СССР». В 1964—1975 годах заведующий лабораторией Института геологии и геофизики Сибирского отделения АН СССР.
Автор работ по микропалеонтологии и стратиграфии, в частности по биостратиграфическому расчленению толщ осадочных горных пород и уточнению положения нефтяных свит в геологических разрезах различных районов СССР. Исследовал вопросы палеонтологии ископаемых простейших из подкласса фораминифер. Провел палеонтологическое изучение доантропогеновых пород в Беларуси, участвовал в составлении геологических карт территории республики.
Умер 30 сентября 1975 года в Новосибирске.

## Научная работа
Автор 94 научных публикаций
- Фораминиферы верхнего эоцеона Белоруссии и их стратиграфическое значение (совм. с К. Б. Фурсенко) / / Палеонтология и стратиграфия БССР. Минск, 1961.Сб.3.
- Введение в изучение фораминифер. Новосибирск: Наука, 1978.

## Семья
- Сын Александр Александрович Фурсенко — академик, один из крупнейших современных историков.
- Внук Андрей Александрович Фурсенко — доктор физико-математических наук, министр образования и науки Российской Федерации.

- Знаменитые предки:
  - Лев Николаевич Перовский (1816—1890), государственный деятель, санкт-петербургский губернатор, прадед Александра Васильевича Фурсенко и отец Софьи Перовской;
  - Николай Иванович Перовский (1785—1858), губернатор Таврической губернии, феодосийский градоначальник, отец Льва Николаевича Перовского;
  - Алексей Кириллович Разумовский (1748—1822), граф,  2-й министр народного просвещения Российской империи, отец Николая Ивановича Перовского;
  - Кирилл Григорьевич Разумовский (1728—1803), придворный, государственный деятель, президент Петербургской академии наук, основатель графского и княжеского рода Разумовских.

## Награды
- 1971 — Орден ЛенинаАлександр Васильевич Фурсенко (1903—1975)</ref>